# Parasijspolder
De Parasijspolder is een polder ten westen van Breskens, behorende tot de Baarzandepolders.
Het 10 ha metende poldertje werd, na de inundatie van 1583, in 1610 herdijkt. Het poldertje is gelegen ten noorden van de Nolletjesdijk, maar de overige dijken zijn verdwenen, zodat de polder niet meer in het landschap te herkennen is.